# Ривас (департамент)
Ривас (на испански: Rivas) е един от 15-те департамента на Никарагуа. Ривас е с население от 181 665 жители (по приблизителна оценка от юни 2019 г.) и обща площ от 2162 км². Ривас е разделен на 10 общини. Столицата на департамента е едноименният град Ривас.